# Shikinejima

Shikinejima (式根島?) es una pequeña isla volcánica de las islas Izu (伊豆諸島?), ubicadas al sureste de la península de Izu, en la prefectura de Shizuoka. Shikinejima es administrada por el Gobierno Metropolitano de Tokio y es parte del parque nacional Fuji-Hakone-Izu.
Esta isla es la más pequeña que tiene habitantes en la municipalidad de Niijima-mura, que también administra dos islas más, su vecina Niijima y la pequeña e inhabitada Jinaijima. Su área total es de 3,9 km² y su población cercana a las 600 personas. El cerro Kankiki es el punto más alto de la isla con 99 metros sobre el nivel del mar. La isla posee dos fuentes termales.
Para llegar a Shikinejima, hay ferries que salen desde Takeshiba, en Tokio, operados por Tokai Kisen. También hay desde Shimoda, en la prefectura de Shizuoka. La villa opera un ferri que también hace varios viajes entre Niijima y Shikinejima. El viaje dura cerca de 10 minutos.
Las principales fuentes de ingreso en Shikinejima son la pesca y el turismo. La isla tien una escuela primaria y una pre-secundaria. Los estudiantes de secundaria, deben viajar por ferri a Niijima.